# Culex harleyi
Culex harleyi är en tvåvingeart som beskrevs av Peters 1955. Culex harleyi ingår i släktet Culex och familjen stickmyggor.
Artens utbredningsområde är Liberia. Inga underarter finns listade i Catalogue of Life.